# Ракита (Полтавская область)
Ракита (укр. Рокита) — село, Ракитянский сельский совет, Великобагачанский район, Полтавская область, Украина.
Код КОАТУУ — 5320284701. Население по переписи 2001 года составляло 932 человека.
Является административным центром Ракитянского сельского совета, в который, кроме того, входят сёла Андрущино, Бондуси, Говоры, Кравченки и Малинщина.

## Географическое положение
Село Ракита находится в урочище Бесштанное, по селу протекает пересыхающая речушка с запрудами, которая через 8 км впадает в реку Псёл. На расстоянии до 1,5 км расположены сёла Шпирны, Бондуси и Говоры. Через село проходит автомобильная дорога Т-1717.

## Экономика
- Молочно-товарная и свинотоварная фермы.

## Объекты социальной сферы
- Школа.